# Вьедма (город)
Вье́дма (исп. Viedma, ˈbjeðma) — город в провинции Рио-Негро, Аргентина. Является административным центром провинции и департамента Адольфо-Альсина. Население — 46 948 чел. (по данным 2001 года).

## История

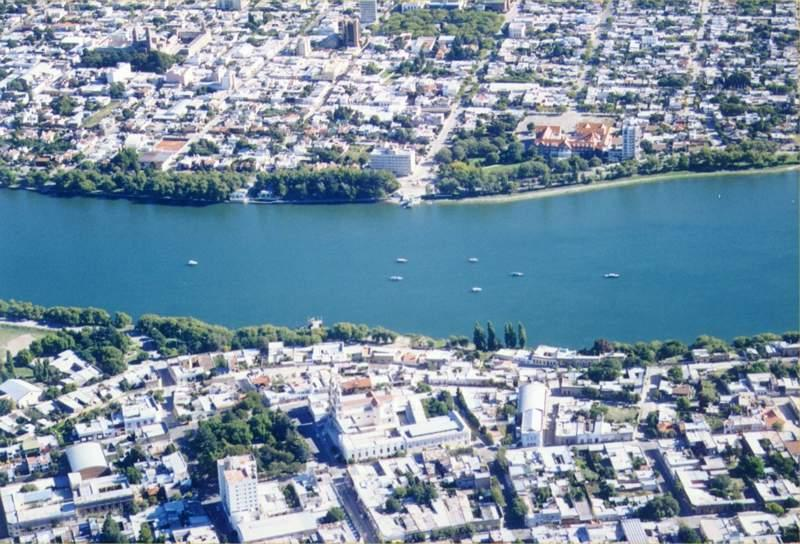
Вид сверху — города Кармен-де-Патагонес и Вьедма, разделённые рекой Рио-Негро.

22 апреля 1779 года на месте, где сейчас расположен город, испанским первопроходцем Франсиско де Вьедма был основан форт. На противоположном берегу реки был основан город — современный Кармен-де-Патагонес. Форт получил название Нуэстра-Сеньора-дель-Кармен (исп. Nuestra Señora del Carmen). Первоначально город и форт составляли единое целое; город назывался Мерседес-де-Патагонес (исп. Mercedes de Patagones).
Своё современное название город получил в 1878 году — в канун кампании Покорения пустыни (исп. Conquista del Desierto, Campana del Desierto), возглавленной генералом Хулио Рока (1879 год). В 1884 году была создана Национальная территория Рио-Негро, административным центром которой стал город Вьедма. В 1899 году город был практически уничтожен наводнением, и был восстановлен лишь к 1930 году.
В 1955 году была образована провинция Рио-Негро, и Вьедма стала её столицей.
В 1986—1987 годах руководством Аргентины был выдвинут план по переносу столицы страны из Буэнос-Айреса во Вьедму. Однако, в связи с отставкой президента и автора идеи о переносе столицы Рауля Альфонсина, проект был свёрнут.

## Современный период
В настоящее время Вьедма является промышленным центром, а также привлекательным местом для туристов. В городе существует развитая инфраструктура.

## Климат
Климат в этом регионе мягкий со средней годовой температурой +14 °C. Летом во второй половине дня стоит жаркая погода, ночью немного прохладнее, средняя температура составляет +22 °С, минимальная — +15 °С, максимальная — +30 °С. Для зимнего периода характерна холодная погода, средняя температура составляет +7 °С, минимальная — +2 °С, максимальная — +12 °C. Зимой возможны морозы до −6 °C (абсолютный минимум −10 °C), летом температура иногда поднимается до +38 °С (абсолютный максимум — +43 °C).
Дожди редкие, осадков выпадает примерно 380 мм в год. Влажный сезон летом, чётко выраженного сухого периода нет. Среднегодовая относительная влажность — 62 %. Летом ветер дует со средней скоростью 28,4 км/ч.